# Дуї Далта Дедад
Дуї Далта Дедад (ірл. Dui Dallta Dedad) — він же: Син Деда мак Сіна, верховний король Ірландії. Час правління: 120 — 110 до н. е. (згідно з «Історією Ірландії» Джеффрі Кітінга) або 169 — 159 до н. е. (відповідно до «Хроніки Чотирьох Майстрів»). Син Кайрпре Луска (ірл. Cairpre Lusc), онук Лугайда Луайгне (ірл. Lugaid Luaigne). 

## Прихід до влади і правління
Прийшов до влади в результаті вбивства свого попередника, вбивці його діда (звичай кровної помсти) — Конгала Клайрінгнеха (ірл. Congal Cláiringnech). Правив Ірландією протягом 10 років. Після цього був вбитий Фахтна Фахахом (ірл. Fachtna Fáthach) у битві під Ард Брестіне (ірл. Árd Brestine). Літопис «Книга Захоплень Ірландії» (ірл. Lebor Gabála Érenn) синхронізує його правління з часом правління Птолемея XII в Єгипті та часом правління Цезаря у Римі. Проте Джеффрі Кітінг і Чотири Майстри віднесли час його правління до більш давніх часів. 